# Hrid Šestakovac
Koordinati:   44°27′03″N, 15°06′02″E
Hrid Šestakovac je nenaseljena čer v Jadranskem morju. Pripada Hrvaški.
Hrid Šestakovac, ki je največja čer v skupini štirih čeri z imenom Šestakovci, leži v Velebitskem kanalu vzhodno od srednjega dela otoka Pag. Površina čeri meri 0,011 km². Dolžina obalnega pasu je 0,45 km. Najvišja točka je visoka 18 mnm. Ostale tri čeri imajo površino manjšo od 0,01 km².